# 活動弁士
活動弁士（かつどうべんし）は、活動写真すなわち無声映画を上映中に、傍らでその内容を解説する専任の解説者。活動写真を弁ずるところから活動写真弁士（かつどうしゃしんべんし）と呼ばれ、略して活弁（かつべん）あるいは単に弁士（べんし）とも呼ばれるが、無声映画期の活動弁士達は「活弁」と呼ばれることを酷く嫌った。関東圏では映画説明者、関西圏では映画解説者とも名乗っていた。

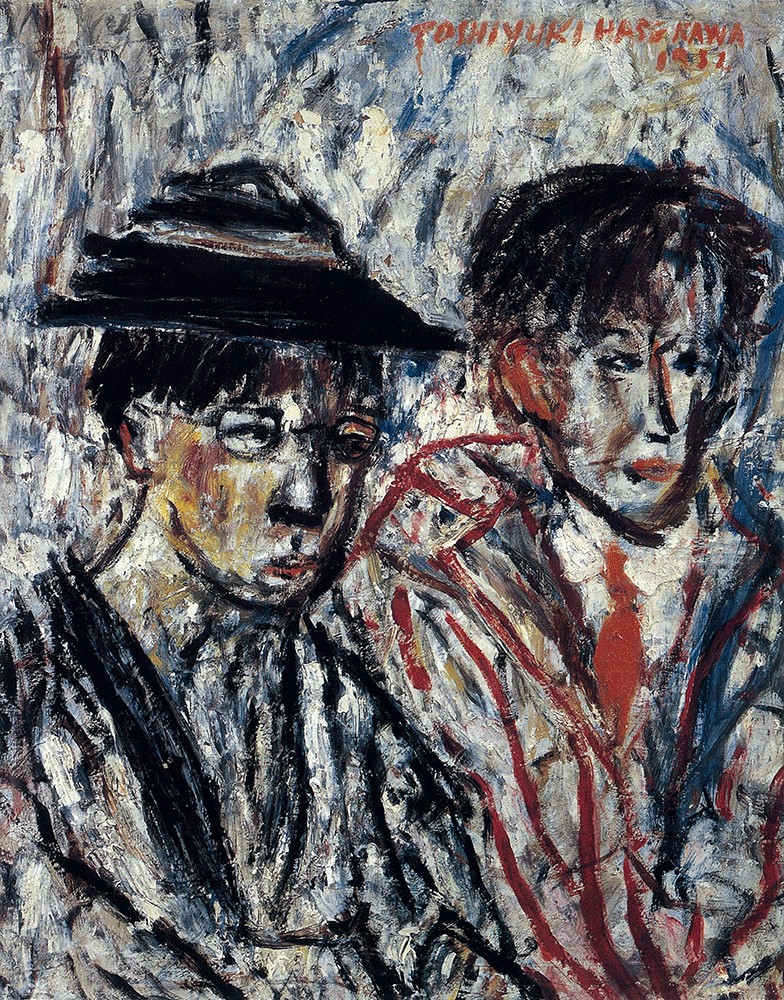
長谷川利行『二人の活弁の男』
油彩 (1932年)

活動弁士は今日で言うところの「ナレーター」の前身に挙げられる。

## 活動弁士の誕生
日本で映画が初めて公開されたのは、1896年（明治29年）11月25日の神戸神港倶楽部においてであった。輸入品のキネトスコープは日本人にとっては全く未知の装置であり、またフィルムの尺も短いものであったため、映画を興行として成り立たせるためには、機械の説明をして、場を保たせる説明者が必要だった。この要求に応じる形で口上を述べ、弁舌を振るったのが活動弁士の元祖、上田布袋軒なる人物である。
その後約3カ月の間に複数の経路から映画が輸入されるのであるが、どの興行にも説明者が付いていたことから、日本が活動弁士という特異な興行・芸能形態を確立した必然性を見て取ることができる。以下に挙げるのは、日本における映画の初公開（映写機別）の詳細である。
| 映写機                   | 日付                             | 会場           | 興行主     | 活動弁士           |
| ------------------------ | -------------------------------- | -------------- | ---------- | ------------------ |
| キネトスコープ           | 1896年（明治29年）11月25日初公開 | 神戸神港倶楽部 | 高橋慎治   | 上田布袋軒         |
| シネマトグラフ（関西）   | 1897年（明治30年）2月15日初公開  | 南地演舞場     | 稲畑勝太郎 | 高橋仙吉・坂田千駒 |
| シネマトグラフ（関東）   | 1897年（明治30年）3月9日初公開   | 横浜港座       | 吉沢商会   | 中川慶二           |
| ヴァイタスコープ（関西） | 1897年（明治30年）2月22日初公開  | 新町演舞場     | 荒木和一   | 上田布袋軒         |
| ヴァイタスコープ（関東） | 1897年（明治30年）3月6日初公開   | 神田錦輝館     | 新居商会   | 十文字大元         |

## 活動弁士の活躍と衰退

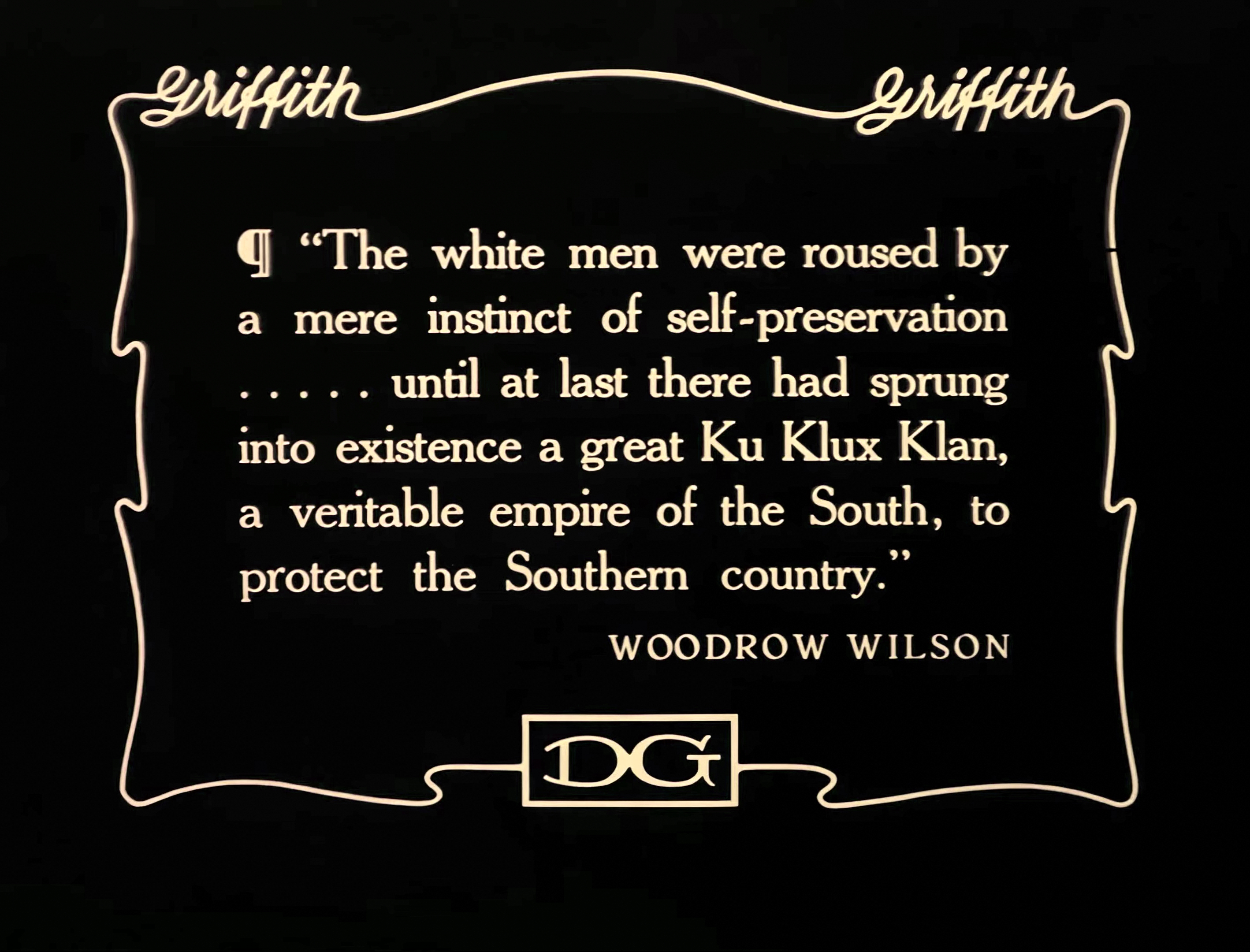
サイレント映画に挿入されるテキストショットの例。D・W・グリフィスの『國民の創生』より

初期の映画はフィルムに音をつける技術がなかったため、欧米では映画の中に挿入されるセリフや背景解説のショット（図を参照）と生伴奏の音楽によって上映されていた。日本では言語や文化背景の相違も影響し、上映する際には口頭で説明することが求められた。
日本は話芸の文化が多彩であり、特に人形浄瑠璃における太夫と三味線、歌舞伎における出語り、のぞきからくり、写し絵、錦影絵の解説者といったナレーション文化がすでに定着していたために、説明を担う話芸者が舞台に登場することは自然な流れであったと考えられる。そのため、日本においては、映画作品の内容にあわせて台本を書き、上映中に進行にあわせてそれを口演する特殊な職業と文化が出現した。
戦前には娯楽が少ない中で映画がその中心を占め、活動弁士もその状況に応じて活躍するようになり、西村楽天、徳川夢声、大蔵貢、生駒雷遊、國井紫香、静田錦波、谷天郎、山野一郎、牧野周一、伍東宏郎、泉詩郎、里見義郎、松田春翠、大辻司郎のような人気弁士も現れるようになった。弁士に対して歌舞伎のような礼賛の掛け声がかかることがあった。
弁士は舞台上でななめに構え、奥のスクリーンと観客席を交互に見ながら語った。このため当時の映画館には必ず舞台があった。
1917年（大正6年）7月14日、警視庁は活動写真興行取締規則を公布。この規則を通じて弁士は免許制となった。
しかし、映画の技術が発達して音声が入るトーキーが普及、さらに1931年（昭和6年）以降の洋画に日本語字幕が入るようになると、次第に活動弁士は不要となってしまう。このため、大半の活動弁士が廃業に追いこまれ、その多くが漫談や講談師、紙芝居、司会者、ラジオ朗読者などに転身した。活動弁士には映画の解説を行う際に話術が高く要求されるため、その優れた話術や構成力がそのままタレントなどとなっても活かせたのである。なかには大蔵貢のように、映画会社の経営者に転身した者もいる。
一方で、須田貞明（黒澤明の実兄）のように転身を図ることもできず、ストライキによる待遇改善の要求に失敗、精神的な挫折により自ら命を絶った者もいた。
1932年4月、東京浅草松竹系映画館でトーキー化による生活不安と活弁・楽士の解雇反対ストライキがあった。

## 活動弁士の現況
現在でもサイレント映画を上映する映画館は少なからず存在し、その上映のために活動弁士も少なからず存在している。現在の活動弁士として、澤登翠とその弟子の桜井麻美、縁寿、片岡一郎（以上2002年に澤登翠に入門）、麻生八咫とその娘の麻生子八咫、その他に佐々木亜希子、映画監督と活動弁士を兼業している山田広野、古典作品及び自作アニメに活弁を付ける坂本頼光などが東京を中心に活動している。また、大阪では井上陽一、大森くみこなどが活動している。特に坂本、大森は近年寄席への出演機会が多くなっており、坂本は2022年9月より江戸落語の団体である落語芸術協会に色物として入会している。
しかし、活動弁士を生業として、それのみで生活できるのは現在では澤登翠などごくわずかであり、大半の活動弁士は、山崎バニラや大森くみこのように声優やラジオパーソナリティとしてのメディア出演や、山田広野のように映画監督など、副業を持っている場合が多い。
また、声優・羽佐間道夫が肝入となって、2006年より、野沢雅子、山寺宏一らによって「シネマボイス・声優口演」という無声映画に吹替音声を付けるライブイベントが開催されている。複数の声優による生アテレコは、厳密な意味では活弁ではないが、山寺などはナレーション、解説から登場人物全ての声を一人で吹き替えており、活弁と称しても一向に遜色はない。近年は参加声優も増え、総勢20名前後の一大イベントにまで発展している。

### おもな現役の活動弁士
- 澤登一門
  - 澤登翠（マツダ映画社所属）
  - 片岡一郎
  - 山城秀之
  - 樗澤賢一
  - 武藤兼治
  - 尾田直彪
  - 縁寿（斎とう組所属）
  - 山内菜々子
  - 桜井麻美
- 麻生一門
  - 麻生八咫
  - 麻生子八咫
- 東京
  - 山田広野
  - 坂本頼光
  - 佐々木亜希子
  - 山崎バニラ
- 大阪
  - 井上陽一
  - 大森くみこ

## その他
- 日本領だった台湾や朝鮮には弁士が存在した。台湾では弁士の旧字体ないし繁体字（正体字）で「辯士（biànshì）」と表記され、使用言語は台湾語や客家語などである[4]。また朝鮮では朝鮮語を使用し、弁士をハングルもしくは漢字表記にて「변사（辯士、ピョンサ、byeonsa）」と表記された。
- 活動弁士の口上から、一般的に使われる用語・慣用句が数多く生まれている。
  - 「東山三十六峰草木も眠る丑三つ時、突如として起こる剣劇の響き･･････」(｢尊王｣)
  - 「春や春、京は絵の国恋のまち、加茂のせせらぎ音高く、むせび泣くよな川千鳥･･････」(｢月形半平太｣)
  - ほとんど全ての映画の最後につく「これにて一巻の終わり」などがそうである[5]。